# Zenodot
Zenodot (starogrčki: Ζηνόδοτος), bio je grčki filolog, književnik kritičar i homerovski učenjak. Bio je rodom iz Efeza i učenik Filite sa Kosa, a najpoznatiji je kao prvi nadglednik, odnosno glavni knjižničar Aleksandrijske knjižnice. Živio je za vrijeme prva dva vladara Ptolemejida, a na vrhuncu reputacije je bio oko 280. pr. Kr.
Osim što je bio prvi nadglednik knjižnice, Zenodot je bio i prvi književni urednik (διορθωτής diorthōtes) Homera. Njegovi suradnici su bili Aleksandar iz Etolije i Likofron iz Halkide, kojima je povjereno redigiranje tragičnih, odnosno komičnih pisaca, dok je Zenodot preuzeo Homera i epske pjesnike.
Pretpostavlja se kako je upravo Zenodot odgovoran za podjelu Homerovih pjesama na 24 knjige.

## Vanjske poveznice
- New Advent Encyclopedia article on Library of Alexandria